# Alvin Goldman
Alvin Ira Goldman (* 1. Oktober 1938; † 4. August 2024) war ein US-amerikanischer Philosoph und Professor für Philosophie an der Rutgers University. Seine Hauptarbeitsgebiete waren die Erkenntnistheorie, die Philosophie des Geistes und die Theorie der Kognitionswissenschaften.
Vor seiner Anstellung an der Rutgers University hatte Goldman Professuren an der University of Michigan, der University of Illinois at Chicago und der University of Arizona inne. 2004 wurde er in die American Academy of Arts and Sciences aufgenommen.

## Werk

### Handlungstheorie
In seinem ersten Buch A Theory of Human Action, das auf seiner Doktorarbeit basiert, beschäftigte sich Goldman mit Fragen der philosophischen Handlungstheorie. Er untersuchte das Wesen der Intentionalität und die Klassifikation von Handlungen mitsamt ihren verschiedenen Beschreibungsebenen. Darin entwickelte Positionen wurde u. a. von John Rawls rezipiert.

### Erkenntnistheorie
Bekannt ist Goldman insbesondere für seine kausale Theorie des Wissens (Epistemologie), die er in Auseinandersetzung mit dem Gettier-Problem entwickelte. Gettier hatte in dem 1963 veröffentlichten Aufsatz Is Justified True Belief Knowledge? Beispiele entwickelt, die zeigten, dass man das Wissen nicht als wahre, gerechtfertigte Meinung definieren kann. Um das so aufgeworfene Problem zu bewältigen, schlug Goldman vor, Wissen an eine verlässliche, kausale Verknüpfung zu binden. Nur wenn die Meinung über einen Sachverhalt durch geeignete Prozesse verursacht ist, kann sie demnach als „Wissen“ bezeichnet werden. Ist etwa die Meinung, dass auf der Wiese eine Kuh steht, durch die Wahrnehmung einer Kuh auf der Wiese bei guten Sichtbedingungen verursacht, so kann man von Wissen sprechen. Ist sie hingegen von einem Pferd oder von einer kaum sichtbaren Kuh am Horizont verursacht, so ist der Begriff des Wissens unpassend.

### Soziale Erkenntnistheorie
Seit den 1990er Jahren verlagerte Goldman seinen akademischen Schwerpunkt auf soziale Theorien des Wissens und wendete seine eigene Theorie u. a. auf rechts- und medienwissenschaftliche Bereiche an. Im Gegensatz zu diversen wissenssoziologischen und kulturwissenschaftlichen Ansätzen in dem Bereich verwendet Goldman dabei das formale Instrumentarium der analytischen Philosophie. In seinem Buch Knowledge in a Social World fasst Goldman seinen Ansatz einer sozialen Epistemologie erstmals zusammen.

### Andere Arbeiten
Goldmans Arbeiten zum Verhältnis von Kognitionswissenschaften und Philosophie seit Mitte der 1980er Jahre wurden ebenfalls vor allem in Buchform – Epistemology and Cognition, Philosophical Applications of Cognitive Science und Simulating Mind – vorgelegt.

## Werke (Auswahl)
- Action (1965)
- A Causal Theory of Knowing. In: The Journal of Philosophy v. 64 (1967), S. 335–372.
- A Theory of Human Action (1970)
- What is Justified Belief? In: Justification and Knowledge (1979), S. 1–23.
- Epistemology and Cognition (1986)
- Liaisons: Philosophy Meets the Cognitive and Social Sciences (1991)
- Philosophical Applications of Cognitive Science (1993)
- Readings in Philosophy and Cognitive Science (editor), (1993)
- Knowledge in a Social World (1999)
- What Is Social Epistemology?. In: Alvin I. Goldman, Dennis Whitcomb (Hrsg.): Social Epistemology: Essential Readings (2011), S. 11–37.
- Pathways to Knowledge: Private and Public (2004)
- Simulating Minds (2005)
- Alvin Goldman: Social Epistemology. In: Edward N. Zalta (Hrsg.): Stanford Encyclopedia of Philosophy.